# Resli, der Güterbub

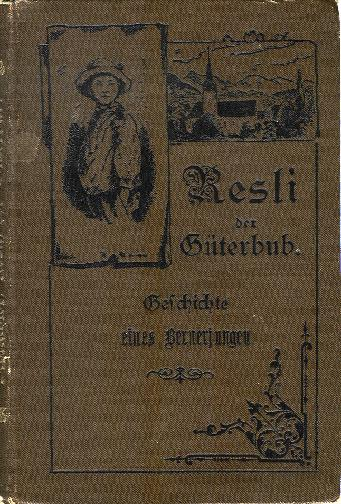
Buchdeckel des Buches Resli, der Güterbub, Geschichte eines Bernerjungen

Resli, der Güterbub ist die Geschichte des armen Schweizer Verdingkindes Andreas Balli, genannt «Resli», aus dem Berner Umfeld. Franz Eugen Schlachter hatte die Geschichte nach den Mitteilungen von Resli nacherzählt. Schlachter veröffentlichte die Geschichte zuerst in seiner Zeitung «Brosamen von des Herrn Tisch» als Fortsetzungsgeschichte. Nach Abschluss derselben erschien die Geschichte dann 1891 in Schlachters Verlag der «Brosamen», Biel, als Büchlein. Die 2. Auflage 1893 erschien bei Wyss in Bern. 1936 (2. Auflage 1949) wurde das Büchlein vom St.-Johannis-Verlag in Lahr-Dinglingen nochmals aufgelegt. 2004 erschien eine Neuausgabe im Eigenverlag der Freien Brüdergemeinde in Albstadt.
Zuerst wird das traurige Schicksal von Resli erzählt, wie ihn die Mutter aus finanziellen Gründen bzw. wegen der Bosheit des Stiefvaters, zusammen mit seinen Schwestern als Verdingkind weggeben muss. Zuerst findet er einen guten, gläubigen Herrn. Danach erlebt er jedoch böse Zeiten und hat unter schlechten Herren zu leiden. Wegen einer nicht behandelten Wunde, kommt er sogar an den Rand des Grabes. Die Kinder galten damals als wertlos und wurden z. B. nie mit dem Vornamen gerufen, sondern die Jungen wurden allgemein nur «Bueb» gerufen.
Durch die Evangelische Gesellschaft des Kantons Bern kommt 
Resli dann mit der Erweckung der damaligen Zeit um Karl Stettler-von Rodt im Jahre 1831 in Verbindung und findet zum Glauben. Man lernt hier einen jungen Mann kennen, der trotz Not und Elend, treu seinen Glaubensweg geht.
Das Büchlein endet mit der Heirat Reslis bzw. seinem Loskauf von den Verdingverpflichtungen, die ihm erst die Heirat ermöglichten.

## Ausgaben
- Franz Eugen Schlachter: Resli, der Güterbub, Geschichte eines Bernerjungen. (Reslis eignen Mitteilungen nacherzählt, Geschichte eines Bernerjungen Berner Verdingkindes Andreas Balli, Eigenverlag Freie Brüdergemeinde, Albstadt 2004 (online=PDF, 1 MB, 50 Seiten) / Verlag der Brosamen, Biel 1891), St.-Johannis-Druckerei, Lahr 1936 (2. Auflage 1949).